# بتی کورتیس
بتی کورتیس (به انگلیسی: Betty Curtis) (زاده ۲۱ مارس ۱۹۳۶-درگذشته ۱۵ ژوئن ۲۰۰۶) خواننده ایتالیایی بود.
او نماینده ایتالیا در یوروویژن ۱۹۶۱ بود.